# Éric Pessan
Éric Pessan, né le 3 janvier 1970 à Bordeaux, est un écrivain français.

## Biographie
Éric Pessan est auteur de romans, de fictions radiophoniques, de textes de théâtre, ainsi que de textes en compagnie de plasticiens. Il anime également des rencontres littéraires et des débats, ainsi que des ateliers d’écriture. Il collabore au site Remue.net.
Il a été rédacteur en chef de la revue d'art et littérature Éponyme, publiée par les éditions Joca Seria (quatre numéros parus).
En compagnie de Nicole Caligaris, il a codirigé l'ouvrage collectif Il me sera difficile de venir te voir, correspondances littéraires sur les conséquences de la politique d'immigration française, publié en octobre 2008, aux éditions Vents d'ailleurs.
Il a été rédacteur en chef invité du no 123 de la Revue 303, numéro consacré au travail des écrivains. Il est membre du comité de rédaction de la revue Espace(s) éditée par l'Observatoire de l'Espace (CNES).
En 2015, il est lauréat du prix NRP de littérature jeunesse pour son roman jeunesse Aussi loin que possible, publié à L’École des loisirs.
Il publie en 2017 , La nuit du second tour, un « roman de politique-fiction imminente (...) qui imagine la victoire de l'extrême droite. »
En 2025 paraît le court roman jeunesse Ils arrivent, « une ode à la tolérance et à la solidarité. [...] Une petite pépite politique », selon Télérama. La même année, son roman pour adolescents Le coeur, le corps et tout le reste se penche sur « la difficile construction sexuelle et identitaire de Jonas, 13 ans, exposé aux idées masculinistes et aux sites pornographiques. Sur un sujet complexe, un roman d’une grande justesse », selon le même magazine.
Il est marié, père de famille, et vit dans le département de la Sarthe.

## Prix et sélections
- Prix NRP de littérature jeunesse 2015 pour Aussi loin que possible[2]
- Sélection Prix Fémina, 2013, pour Muette
- Finaliste du prix Marguerite-Audoux des collèges 2017[6] pour Aussi loin que possible
- Sélection prix Vendredi 2017[7] pour Dans la forêt de Hokkaido
- Grand prix de la Société des gens de lettres du roman Jeunesse 2018[8] pour Dans la forêt de Hokkaido
- Prix Sésame 2019[9] pour Dans la forêt de Hokkaido
- Mention spéciale prix Vendredi 2020[10] pour Tenir debout dans la nuit.

## Publications

### Essais, récits
- 2012 : Ôter les masques (d'après Shining de Stephen King), éditions Cécile Defaut
- 2014 : Demande de remboursement des livres pour cause de non-conformité avec ce que l'on peut attendre de la littérature, éditions de l'Attente, hors commerce
- 2015 : Le Monde et l'immonde, éditions du Château des Ducs de Bretagne, Nantes
- 2019 : La Connaissance et l'Extase, éditions de l'Attente
- 2020 : … ou bien, je me trompe ?, coll. « L'argent public, à quoi ça sert », N'a qu'1 Œil
- 2024 : Théorie du coyote, éditions Clé à molette

### Romans
- 2001 : L’Effacement du monde, La Différence
- 2002 : Chambre avec gisant, La Différence
- 2004 : Les Géocroiseurs, La Différence
- 2006 : Une très très vilaine chose, Robert Laffont
- 2007 : Cela n'arrivera jamais, Éditions du Seuil, Fiction et Cie
- 2010 : Incident de personne[11], Albin Michel
- 2013 : Muette, Albin Michel
- 2015 : Le démon avance toujours en ligne droite, Albin Michel
- 2017 : La Nuit du second tour[3], Albin Michel
- 2017 : Dans la forêt de Hokkaido, L'École des loisirs
- 2018 : Quichotte, autoportrait chevaleresque, Fayard
- 2020 :  Tenir debout dans la nuit, Médium +
- 2022 : Qui verrait la Terre de loin, Fayard
- 2023 : Ma tempête, Aux Forges de Vulcain

### Nouvelles
- 2009 : La Nuit de la comète suivi de Ce matin, la lune, Éditions Cénomane
- 2011 : Sexie conférencière, Derrière la salle de bains
- 2011 :  Croiser les méduses, Éditions de l'atelier In-8
- 2012 :  Monde profond, Éditions de l'atelier In-8
- 2016 : Lettre ouverte au banquier séquestré dans ma cave depuis plusieurs semaines, Éditions Le Réalgar
- 2016 : Sang des glaciers, La Passe du vent
- 2018 : La Connaissance et l'Extase, Édition de l'Attente
- 2023 : Untoten, Éditions de l'Attente

### Théâtre
- 2010 : Tout doit disparaître, éditions Théâtre Ouvert, coll. « Tapuscrit »
- 2011 : La Grande Décharge, éditions de l'Amandier
- 2011 : Les Inaboutis, éditions Théâtre Ouvert, coll. « Tapuscrit »
- 2012 : Dépouilles, éditions de l'Attente
- 2014 : Le Syndrome Shéhérazade, éditions de l'Attente
- 2015 : Cache-cache, L'École des loisirs (théâtre jeunesse)
- 2017 : Pebbleboy, L'École des loisirs (théâtre jeunesse)
- 2018 : De si beaux uniformes[12], éd. Espace 34  (ISBN 9782847051599)
- 2021 : Dino et la fin d'un monde, L’École des loisirs (théâtre jeunesse)
- 2024 : Une belle fille avec un fusil, Lansman

### Poésie
- 2010 : Moi, je suis quand même passé, éditions Cousu Main
- 2011 : Interdiction absolue de toucher les filles même tombées à terre, avec Claude Favre, éditions Cousu Main
- 2014 : Moonshiner, éditions Asphodèle
- 2015 : En voix de disparition, Al Dante
- 2019 : Ce qui sauterait aux trois yeux du Martien fraichement débarqué, éd. Lanskine
- 2020 : Biji (livre aléatoire numérique), éditions La Marelle.
- 2020 : Photos de famille, éd. L’Œil ébloui
- 2022 : Rien dans mon enfance, éd. L’Œil ébloui
- 2024 : Faire émerger les mots / La poésie on s'en balek, éditions LansKine

### Livres jeunesse
- 2012 : Quelque chose de merveilleux et d'effrayant, avec Quentin Bertoux, éditions Thierry Magnier
- 2012 : Plus haut que les oiseaux, roman, L'École des loisirs
- 2014 : Et les lumières dansaient dans le ciel, roman, L'École des loisirs
- 2015 : Aussi loin que possible[13], roman, L'École des loisirs
- 2016 : La Plus Grande Peur de ma vie[14], L'École des loisirs
- 2017 : Dans la forêt de Hokkaïdo[15], L'École des loisirs
- 2018 : Les Étrangers[16], avec Olivier de Solminihac, L'École des loisirs
- 2019 : L'homme qui voulait rentrer chez lui, L'École des loisirs
- 2020 : Tenir debout dans la nuit, L'École des loisirs
- 2021 : Teenage Riot, avec Olivier de Solminihac, L'École des loisirs
- 2021 : La Gueule-du-Loup, L'École des loisirs
- 2022 : Le Poème de Fernando, Éditions Thierry Magnier
- 2023 : Le soleil est nouveau chaque jour, roman, L'École des loisirs
- Ils arrivent[4], collection « Petite poche », Éditions Thierry Magnier, 2025 - roman
- Le coeur, le corps & tout le reste[5], coll. « Médium », École des loisirs, DL 2025

### Livres illustrés en compagnie de plasticiens
- 2006 : Sage comme une image, avec Françoise Pétrovitch, coéditions Pérégrines/Le Temps qu'il fait
- 2008 : Ne bouge pas poupée, avec Françoise Pétrovitch et Hervé Plumet, CIAV éditions
- 2008 : L'Écorce et la Chair, avec Patricia Cartereau[17], éditions du Chemin de fer
- 2009 : Le Livre parfait, avec Pierrick Naud, éditions Circa 1924
- 2010 : Un matin de grand silence, avec Marc Desgrandchamps, éditions du Chemin de fer
- 2010 : La Fête immobile, avec Hervé Plumet, éditions Presque Lune
- 2012 : N, avec Mikaël Lafontan, éditions Les Inaperçus
- 2014 : La Fille aux loups, avec Frédéric Khodja, éditions du Chemin de fer
- 2015 : La Hante[18],[19],[20], avec Patricia Cartereau[17], éditions L'Atelier contemporain
- 2017 : Un chagrin d'amour avec le monde entier, avec Sylvie Sauvageon[21], éditions du Chemin de fer
- 2023 : Le Long des fissures, avec Patricia Cartereau, éditions de L'atelier contemporain[22]

### Livres d'artistes
- 2004 : Doudous, avec Patricia Cartereau[17], éditions Joca Seria
- 2005 : Peau d'oignon, livre lithographié, éditions Le Petit Jaunais
- 2011 : Je suis mon monde, avec André Jolivet, éditions Voltije
- 2016 : L'imbécile a dit, avec Anya Belyat-Giunta, Luc Detot, Sarah Jérôme, Abel Pradalié, Jérome Progin et Peggy Viallat, A-Over éditions

### Dessin & romans graphiques
- 2015 : Parfois, je dessine dans mon carnet, éditions de l'Attente
- 2022 : Samedi, roman graphique dessiné par Christian Robert de Massy, éditions Patayo

### Articles et livres collectifs
- 2004 : « La Retraite à Miami », in Tout sera comme avant dirigé par Dominique A, éditions Verticales
- 2004 : « On s'expose », in La lithographie volante, catalogue d'exposition des éditions du Petit Jaunais à Prague. Éditions de l'Institut Français de Prague
- 2005 : « Je suis ce corps », in Revue Courbe(s)
- 2005 : « C'est un jardin fermé », in Écrivains au jardin, éditions Joca Seria
- 2006 : « La Rue, inventaire d'un évitement », in Tropismus, catalogue d'exposition de Christine Crozat à Prague. Éditions de l'Institut Français de Prague
- 2007 : L'Art ?, recueil d'entretiens, éditions de l'Aube
- 2007 : « La lettre ouverte », in Revue Harfang no 30, numéro spécial sur les ateliers d'écriture
- 2007 : « Ce visage qui est le vôtre », in Face[s] de Olivier Roller, éditions Argol
- 2008 : « Demain matin, la lune » (extrait), in Revue Harfang no 32, numéro spécial Pierre Bordage
- 2008 : « La Hache en nous », in Nos bibliothèques et nous, éditions Joca Seria
- 2008 : Beauté scellée, catalogue d'exposition de Silvia Reichenbach, Clisson
- 2008 : « Incompatibles », in Revue Espace(s), éditions de l'Observatoire de l'Espace, CNES
- 2008 : « À la faveur de la nuit », in Conversations avec Henri Michaux, éditions Cécile Defaut
- 2008 : « Entrouvrir le cercle », in Il me sera difficile de venir te voir, éditions Vents d'Ailleurs
- 2010 : « Tombé dans le panneau », in Et à partir de là, catalogue d'exposition de Christine Crozat, éditions Fage
- 2010 : « Maintenant, le oui », in Revue Ce qui secret, éditions Ce qui secret
- 2010 : « La Fête immobile, extrait », in Revue Rouge déclic
- 2010 : « Le 12 avril 1981 », in Revue Espace(s), éditions de l'Observatoire de l'Espace, CNES
- 2010 : « L’Homme creux », in Revue Décapage no 42
- 2011 : « L’Accord », in Revue Dissonances no 20
- 2011 : « C'est tout vu », in Revue 303 no 115
- 2011 : « Signe tracé dans le vent », in Médiation artistique et culturelle (nouveaux enjeux, nouvelles pratiques), éditions Weka
- 2011 : « La vie, le livre », in Lettres nomades, éditions La nuit Myrtide
- 2011 : « Portrait de l'artiste en costume de travail », in Le langage des signes. André Jolivet — livres d'artistes, coéditions Bibliothèque municipale de Brest / Le Mot et le reste
- 2012 : « Gagarinstrasse », in Cosmothropos, éditions de l'Observatoire de l'Espace, CNES
- 2013 : « Nous », in Revue Espace(s), éditions de l'Observatoire de l'Espace, CNES
- 2013 : « Tout est mieux sans toi », in Version originale, Antidata éditions
- 2013 : « On aimerait que ce soit la tête, et autres poèmes », in Entrouvert, édition du musée d'Angers autour de l'exposition de Gisèle Bonin
- 2013 : « En écho », in L'Atelier contemporain, éditions L'Atelier contemporain
- 2013 : « La meute », in Revue 303 no 127
- 2013 : « Parfois, je dessine dans mon carnet », 54 dessins in Revue Décapage no 48
- 2013 : « Monde profond », in Ad Libido coédition Le Chemin de fer / l'Atelier In-8
- 2013 : « La cérémonie », in La Nouvelle Quinzaine littéraire no 1093
- 2014 : « Jouissance de l'échec », in Revue 303 no 129
- 2014 : « Nous, les héros », in Revue Hippocampe
- 2014 : « Fixer l'espace », in Récits de paysages de Jérémy Liron, éditions La nuit Myrtide
- 2014 : « Écrire des livres ou construire des cabanes », in Hors série no 10 revue Archistorm
- 2014 : « Tu n'as rien anticipé », in Revue Hippocampe no 11
- 2014 : « Sur toutes les pages blanches », in NRF no 610
- 2015 : « Sans sapin », in Lendemains de fête, Publie.net
- 2015 : « Le jeu de la vérité » in Revue secousse[23] no 16
- 2015 : « La chose d'une autre planète » in Cabaret du Futur, 21 auteurs de théâtre sur la planète SF, Color Gang
- 2015 : « Dans la gueule du clown » sur Ça de Stephen King, in Le Magazine littéraire no 555
- 2015 : « Ainsi de suite » et « Programme Général Instin » in Anthologie Général Instin, Le Nouvel Attila
- 2015 : « Tu n'as rien anticipé », in L'Atelier du roman no 84
- 2016 : « Lettres aux pères », in Le Magazine littéraire no 565
- 2016 : « À l'horizon des événements », in Cinq nouvelles fantastiques du XXIe siècle, Capricci
- 2016 : « Échos », in Écrire l'apocalypse, Joca Seria
- 2016 : « Combien de temps », in Décamper, éditions La Découverte
- 2017 : « Les AAA », in Robots, clones et cie — 42 auteurs de théâtre à l'ère technologique, Color Gang
- 2017 : « L'Absence d’une histoire », in Revue Harfang no 50
- 2017 : « Proclamation pour un mystère », in Sous les paupières un sillage, monographie de Pierrick Naud, Filigranes
- 2018 : « Strange fruit », in Bad to the bone no 12
- 2018 : Participation à l'ouvrage collectif Les artistes ont-ils vraiment besoin de manger ? dirigé par Coline Pierré et Martin Page, éditions Monstrograph
- 2020 : « Journal d'un voyageur », in Revue 303 n°160
- 2020 : « La Reine des abeilles », in Revue Spasme n°4
- 2020 : « Inventaire incomplet d'une traversée », in Ce qui reste de nous et autres poèmes et nouvelles, récits d'exils, SOS Méditerranée
- 2020 : « Alors, tu vas écrire un roman de science-fiction ? », in Revue Espace(s) n°20
- 2021 : « Mes inquiétudes », in Revue Catastrophes n°3
- 2022 : « Le centre spatial de Toulouse », avec Benoît Géhanne et Isabelle Soubès-Verger, éditions de l'Observatoire de l'Espace (CNES)

## Fictions radiophoniques
Toutes les fictions ont été créées sur France Culture.
- 2003 : La Signature
- 2004 : Le Syndrome de Münchhausen
- 2005 : Demain matin, la lune
- 2005 : Seuls mes yeux
- 2006 : Dépouilles
- 2008 : La Grande Enseigne
- 2009 : La Plus Heureuse entre toutes les mères
- 2011 : La Grande Décharge

## Quelques pièces jouées
Plusieurs de ses pièces ont été mises en scène.
- Dépouilles. Pièce pour 3 à X personnages (lecture et mise en espace en mars 2007 au Grand T (Nantes) par le Théâtre du Reflet
- Chambre avec gisant, adaptation, création à la scène nationale de la Roche-sur-Yon en novembre 2006, festival off Avignon 2007, mise en scène de Nicole Turpin
- Inventaire des biens et des actes de Sauveur Marin, marchand français du Levant, création en mars 2009, au Théâtre national de Chypre, mise en scène de Charles Tordjman
- Tout doit disparaître, mise en voix par Jean-Christophe Saïs, février 2010, à Théâtre Ouvert
- La Grande Décharge, mise en voix par Charles Tordjman, février 2010, Théâtre du Rond-Point
- Tout doit disparaître, mise en espace par Frédéric Maragnani, juillet 2011, Chapelle des pénitents blancs, festival d'Avignon
- Alles muss raus (Tout doit disparaître, traduction Cordula Treml & Franck Weigand), lecture au Berlin Theater, mise en voix par Leyla-Claire Rabih, Berlin, novembre 2011
- Nao ha de quedar res (Tout doit disparaître, traduction Joan Casas), mise en voix à la Sala Beckett par Thomas Sauerteig, Barcelone, décembre 2011